# Lombard Odier & Co
O Lombard Odier & Co é um grupo bancário suíço independente com sede em Genebra. Suas operações estão organizadas em três divisões: banco privado (gerenciamento de patrimônio), gerenciamento de ativos e serviços de back e intermediário para outras instituições financeiras (por exemplo, TI bancária). No final de 2018, o banco registrou saldos pendentes administrados por essas três divisões, totalizando CHF 259 bilhões em ativos administrados, o que o torna um dos maiores players do setor de private banking suíço.
O grupo foi formado em 2002, como Lombard, Odier, Darier, Hentsch & Cie, pela fusão de Lombard, Odier & Cie e Darier, Hentsch & Cie. Como o último foi originalmente fundado em 1796, o grupo afirma ser o banco privado mais antigo de Genebra. O nome da empresa foi simplificado para o Lombard Odier Group em 2010, embora a empresa continue a incluir em seu logotipo oficial os nomes dos quatro parceiros fundadores. Desde 2014, o banco detém o status de Sociedade de responsabilidade limitada (LLC). O Lombard Odier Group é uma holding legal sob a lei suíça, com o nome Lombard Odier Company SCmA desde 2016. Esta holding detém todas as empresas pertencentes ao grupo, principalmente o banco Lombard, Odier & Cie SA e Lombard Odier Asset Management (Europe) Limited, em Londres, que forma a filial de gerenciamento de ativos do grupo. Lombard Odier Investment Managers (LOIM) é o nome pelo qual o grupo é conhecido no campo internacional de gerenciamento de ativos.
Fora da Suíça, o banco possui agências na UE (com sede no Luxemburgo), em Londres, Moscou, na América do Norte (Nova York, Boston, Montreal, Bermuda, Bahamas), América Latina (Panamá, Uruguai), Ásia (Hong Kong, Tóquio, Cingapura, Dubai, Tel Aviv) e na África do Sul. Incluindo sua rede de colaboradores, o grupo possui cerca de 2.400 funcionários em todo o mundo.

## História

### As famílias fundadoras
A família Lombard (de Lombardi ) chegou a Genebra em 1573 de Tortorella (Reino de Nápoles), fugindo da perseguição religiosa sob o vice-rei Antoine Perrenot de Granvelle. Os dois filhos de Theodoro Lombardi, César e Marc-Antoine Lombard, realizaram adestramento e estavam envolvidos no comércio de cavalos. Eles receberam o título de burgess de Genebra em 1589 por seus serviços na luta contra o Duque de Savoie. Jean-Gédéon Lombard, um descendente da 6ª geração de César Lombard, associou-se ao banco Hentsch, Lombard & Cie em 1798, marcando a entrada da família Lombard no campo bancário de Genebra.
A família Odier é documentada pela primeira vez como estando em Genebra por volta de 1714, na mesma época em que Antoine Odier recebeu seu título de burgess de Genebra. A família veio de Pont-en-Royans na França. Os membros da família ocuparam cargos como políticos, médicos, artistas, engenheiros e depois banqueiros. Charles Odier tornou-se associado ao banco Lombard, Bonna & Cie em 1830, que então se tornou Lombard, Odier & Cie.
A família Darier chegou em Genebra em 1738, na região de Dauphiné, na França. Louis Darier morreu acidentalmente logo após o nascimento de seu filho, Hugues Darier, que se tornou uma figura proeminente na fabricação de relógios e obteve o título de burgess de Genebra em 1787. Jules Darier-Rey, neto de Hugues, associou-se com o banco Chaponnière & Cie em 1873. A empresa se tornou Darier, Chaponnière & Cie em 1875 e depois Darier & Cie em 1880. Outro dos filhos de Hugues Darier, Jean-Louis Darier (1766-1825), contribuiu anteriormente até o início do banco Ferrier, Lullin & Cie em 1795, mas essa organização permanece sem qualquer ligação com o que hoje é Lombard Odier.
A família Hentsch chegou a Genebra por volta de 1758, enquanto Benjamin-Gottlob Hentsch (um clérigo) emigrou da Baixa-Lusácia para se tornar um tutor na Suíça. Seu filho, Henri Hentsch (1761-1835), fundou o banco da família em 1796.

### Origens do banco (1796-1800)

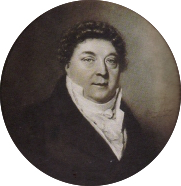
Henri Hentsch (1761-1835)

A partir de 1789, o comércio e as finanças de Genebra foram impactados pela Revolução Francesa. Em 1793, Henri Hentsch foi preso pelos revolucionários de Genebra e temporariamente exilado em Nyon, onde iniciou um negócio de comércio de seda com um associado, Edmé Mémo. Apesar do ambiente de dificuldades econômicas e aumento do desemprego, Henri Hentsch voltou a Genebra para fundar H. Hentsch & Cie em 11 de janeiro de 1796, aos 35 anos. A empresa, designada como uma casa de "Seda e Vendas", negociou seda em paralelo com suas atividades bancárias como um primeiro passo. Esse era um formato clássico da época, mas rapidamente abandonou as negociações para se concentrar no setor bancário como seu único foco. A empresa permitiu que os comerciantes contraíssem empréstimos, negociassem dívidas, liquidassem letras de câmbio e, mais geralmente, permitia que o comércio de metais preciosos fosse conduzido e que transações de câmbio fossem realizadas. Tudo isso ocorreu no momento em que várias moedas estavam em circulação em Genebra.
Em 26 de abril de 1798, a República de Genebra foi anexada pela República Francesa. O primo de Henri Hentsch, Jean-Gédéon Lombard, tornou-se membro do Conselho Executivo da cidade de Genebra. Inicialmente proctor de Henri Hentsch, Jean-Gédéon se tornou seu sócio no banco em 19 de junho de 1798. A empresa então adotou o nome de Henri Hentsch & Lombard. No entanto, pouco tempo depois, Henri Hentsch e Jean-Gédéon Lombard chegaram a um desacordo sobre a estratégia que deveriam adotar para enfrentar o clima de crise econômica local; Jean-Gédéon Lombard queria limitar os riscos impostos, concentrando-se nas operações de letras de câmbio que geravam comissões fixas, enquanto Henri Hentsch, conhecido por seu caráter empreendedor e tenaz, os via movendo-se para o mercado internacional, particularmente para o financiamento de operações lideradas pelo Primeiro Império Francês. Os dois parceiros se separaram amigavelmente em 22 de setembro de 1800, e o banco voltou a se chamar Henri Hentsch & Cie, enquanto Jean-Gédéon Lombard fez parceria com seu cunhado Jean-Jacques Lullin para criar o banco Lombard Lullin & Cie.

### Lombard, Odier e Cie

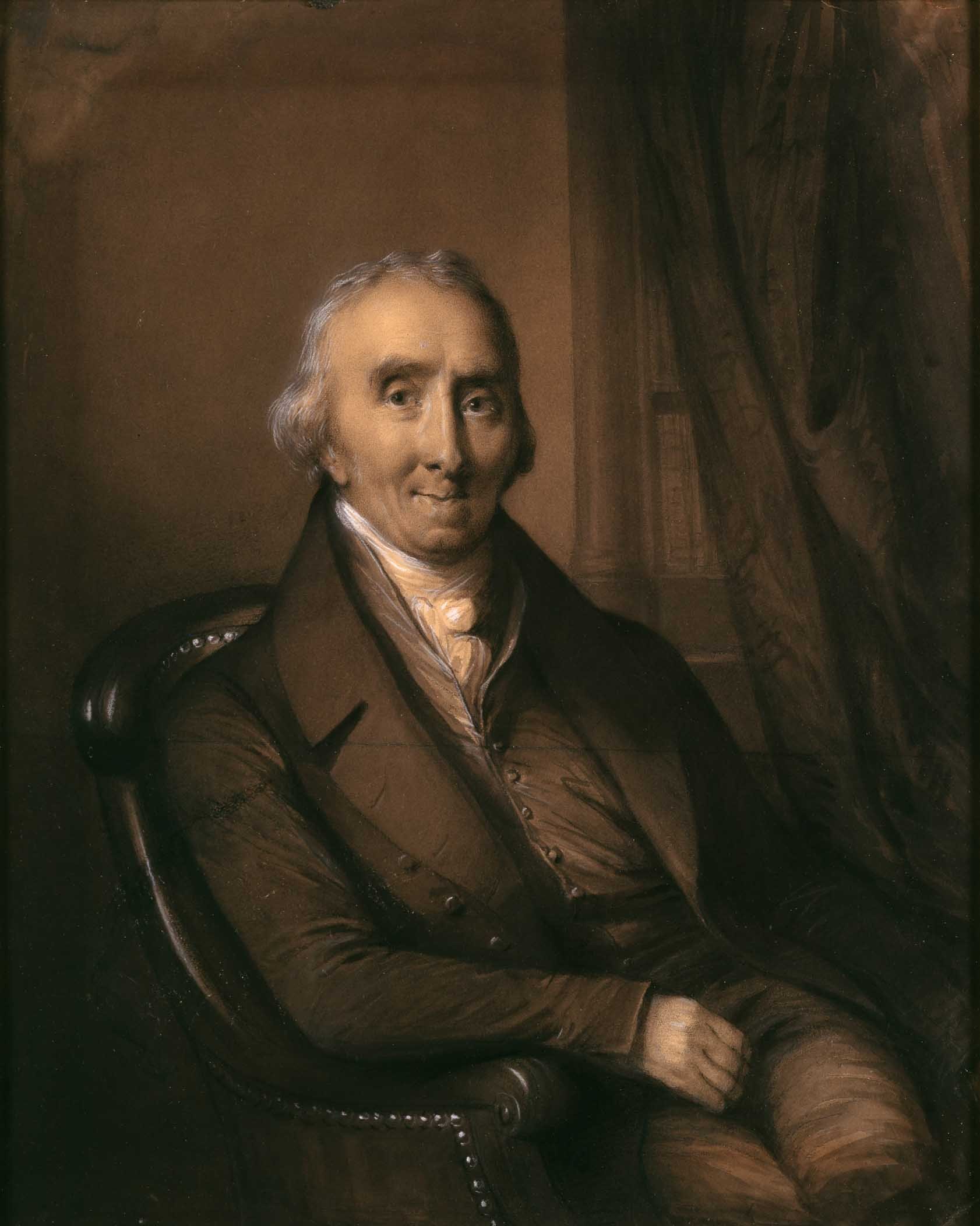
Jean-Gédéon Lombard (1763-1848)

Lombard, Lullin & Cie foram fortemente afetados pelo ambiente econômico durante os primeiros anos do banco. A partir de 1800, a falência da empresa Corsanges, em Lyon, fez com que Jean-Gédéon Lombard perdesse 30.000 francos, fazendo com que Jean-Jacques Lullin falisse. Apesar disso, a empresa conseguiu continuar nos negócios. Jean-Jacques Lullin deixou o banco em 31 de dezembro de 1815, mas continuou como sócio limitado até sua morte em 1837. Portanto, a partir de 1816, a empresa adotou o nome Jean-Gédéon Lombard & Cie até 1 de janeiro de 1826, quando Jean- Gédéon Lombard fez parceria com Paul-Frédéric Bonna. O banco então adotou o nome de Lombard, Bonna & Cie. Em 31 de março de 1830, Paul Frédéric Bonna deixou a empresa para abrir seu próprio banco, Bonna & Cie. O banco permaneceu ativo por quase um século, antes de ser absorvido pelo Hentsch. & Cie em 1920.
Em 1830, Jean-Gédéon Lombard (66 anos), entregou o banco a seu filho mais velho, Jean-Eloi Lombard. Ele então nomeou Charles Odier como gerente associado em 1 de abril de 1830, e o banco se tornou Lombard, Odier & Cie. Charles Odier, que tinha 25 anos na época, havia aprendido a profissão bancária de a empresa Gabriel Odier & Cie, administrada por seu primo parisiense, e possuía ativos significativos com o sucesso da empresa F. Courant & Odier, que ele fundou em 1826 em Le Havre para importar algodão dos EUA. Jean-Eloi Lombard dedicou-se aos negócios locais, enquanto Charles Odier se preocupou com os negócios internacionais, principalmente graças aos contatos que mantinha nos EUA. Sob a administração de Jean-Eloi Lombard e Charles Odier, o banco financiou grandes obras de infraestrutura que caracterizaram a Revolução Industrial . Em 1834, a Lombard, Odier & Cie co-financiou as obras do Canal de Roanne em Digoin, um projeto que acabou não sendo rentável, apesar da conclusão bem-sucedida do canal. A empresa embarcou no financiamento de ferrovias e, de 1852 a 1872, Charles Odier atuou como um dos administradores da West Switzerland Company.
Em 1834, Alexandre Lombard, o terceiro filho de Jean-Gédéon Lombard (24 anos), tornou-se sócio-gerente do banco. Ele foi responsável por orientar Lombard, Odier & Cie em direção ao mercado americano, em um momento em que a fronteira americana precisava de financiamento e construção de instalações, estradas, ferrovias e canais. Essa abordagem, considerada arriscada por coincidir com o final da crise financeira americana de 1837, provou ser uma estratégia vencedora dez anos depois. Como o ambiente político e econômico na Europa se deteriorou após as Revoltas de 1848, os EUA experimentaram uma grande expansão. Alexandre Lombard priorizou o financiamento de empresas ferroviárias americanas. O banco emitiu cartas a seus clientes, contendo cotações de ações internacionais, em um momento de difícil acesso. Em 1857, os parceiros da Lombard, Odier & Cie participaram da criação da Bolsa de Genebra.
Em 1 de dezembro de 1859, o único filho de Charles Odier, Jacques (também conhecido como James) Odier, tornou-se sócio do banco. Isto seguiu sua viagem aos EUA em 1854 e seu casamento com Blanche Lombard em 1856, filha de Jean-Eloi. Jacques Odier continuou a cultivar Lombard, Odier & Cie em solo americano. Em 1870, ele ingressou no conselho executivo da filial de Genebra do que se tornaria o Banque de Paris et des Pays-Bas (Banco de Paris e Holanda). Juntamente com Jules Darier-Rey, em 1872, ele também co-fundou a companhia de seguros de vida de Genebra Genevoise Compagnie d'Assurance sur la Vie, que mais tarde seria presidida por seu filho Émile e depois por seu neto Edmond. Alexis Lombard, filho de Jean-Eloi Lombard e cunhado de Jacques Odier, tornou-se sócio em 1866. Tornou-se membro fundador da Câmara de Comércio de Genebra em 1872 e criou o Genevan. Banco de empréstimos e depósitos em 1881 e tornou-se membro do conselho do Banco Nacional Suíço depois que foi criado em 1907.
Jules Verne mencionou Lombard, Odier & Cie em seu romance From the Earth to the Moon (1865). No romance, o banco coletou doações para financiar a expedição científica. "Listas de assinaturas foram abertas em todas as principais cidades da União, com um escritório central no Banco de Baltimore, 9 Baltimore Street. Além disso, foram recebidas assinaturas nos seguintes bancos nos diferentes estados dos dois continentes: [...] Em Berlim, Mendelssohn. Em Genebra, Lombard, Odier e companhia. Em Constantinopla, The Ottoman Bank".
Alexis Lombard e Jacques Odier permaneceram parceiros no banco por meio século, continuando a administrar a empresa durante a Primeira Guerra Mundial, enquanto seus descendentes Albert Lombard e Émile Odier foram recrutados pelo exército suíço. Durante a guerra, os negócios ficaram instáveis para o banco; no entanto, eles passaram por esse período sem enfrentar grandes adversidades, graças à força do franco suíço e à neutralidade do país, que permitiu que os bancos suíços atuassem como refúgios na Europa. Além disso, o banco permaneceu focado principalmente em investimentos nos EUA, que não foram diretamente afetados pelo conflito. No início do século XX, a Lombard, Odier & Cie, com apenas dezesseis funcionários e três funcionários de escritório, era um dos maiores bancos privados de Genebra.

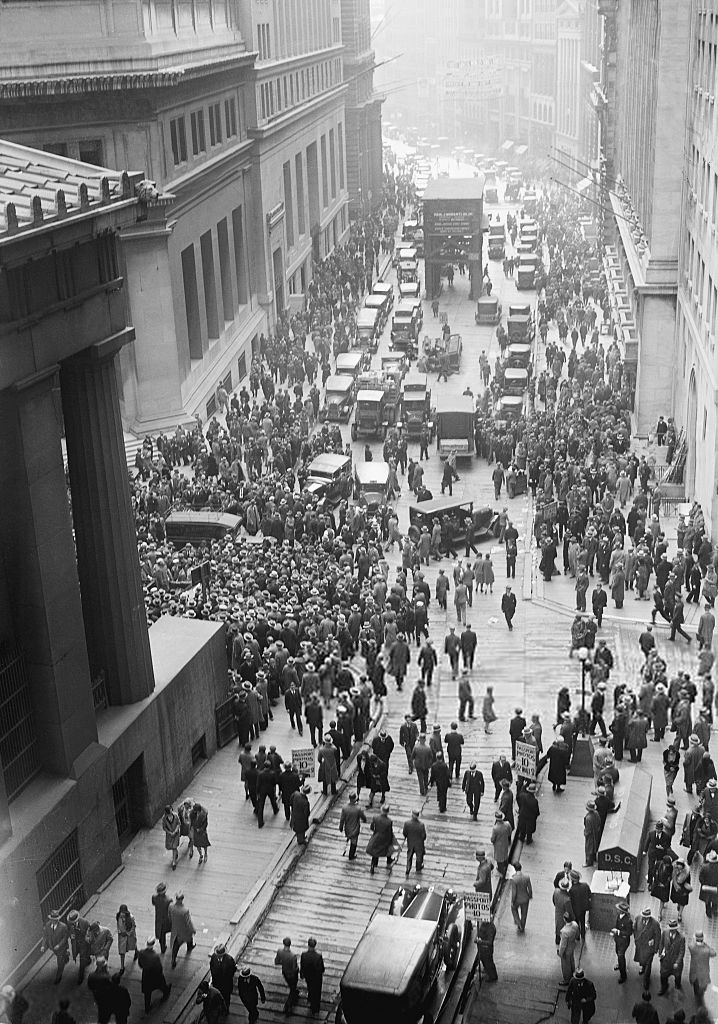
O crash de Wall Street de 1929 teve amplas repercussões na Europa e nos bancos suíços

Após a Grande Guerra, Émile Odier (sócio de 1890), Albert Lombard (sócio de 1908), Jean primo de Albert (sócio de 1913) e Edmond Odier (filho de Émile) assumiram a administração do banco. Em 1921, a Lombard, Odier & Cie assumiu a propriedade do banco Lenoir, Julliard & Cie, criado em 1795. Em 1929 e no início da década de 1930, o setor financeiro suíço foi afetado pela Wall Street. Crash de 1929 e a Grande Depressão, que impactaram toda a Europa. Vários bancos suíços recapitalizaram-se ou tiveram que fechar, como o Banque de Genève (1931) e o Comptoir d'Escompte de Genève (1934). Afetada por sua exposição aos mercados americanos, mas ansiosa para mostrar que não seria derrubada por dificuldades, Lombard, Odier & Cie alterou seus estatutos em 1933 para se tornar uma parceria geral, que responsabilizava o grupo de parceiros em exercício. seus próprios bens pessoais em caso de colapso. No entanto, o banco evitou essa situação e até absorveu Hentsch, Forget & Cie em 1934. Em 1937, com a morte de Edmond Odier, sua esposa Francine Odier-Dunant tornou-se parceira não executiva da empresa. para que ele possa manter o nome da empresa registrada e o status. Ela manteve essa posição até que seu filho Marcel Odier a sucedeu em 1948.
No início da Segunda Guerra Mundial, em 1939, o banco Lombard, Odier & Cie tinha 75 colaboradores, 38 dos quais recrutados pelo exército suíço. Em 1940, Georges Lombard tornou-se parceiro, mas também foi recrutado. Em 1941, o banco tomou posse do SAGED, trazendo Jean E. Bonna (bisneto de Frédéric Bonna) e vários outros como parceiros do banco Lombard, Odier & Cie. Como na guerra mundial anterior, o banco conseguiu passar por esse período graças à neutralidade do país, o que significou que os bancos suíços foram encarregados do papel de local de refúgio para capital estrangeiro e nacional.
Após a Segunda Guerra Mundial, os negócios voltaram a crescer: os arquivos do banco estimam que, em 1950, os ativos de seus clientes particulares atingiram quase um bilhão de francos suíços e vieram principalmente da Suíça, França e Bélgica. Sob a administração de Marcel Odier, o banco tornou-se internacional, abrindo sua primeira agência em Montreal em 1951, e estabeleceu seu primeiro financiamento de investimento em imóveis canadenses voltado para seus clientes particulares. Em 1957, Thierry Barbey tornou-se sócio do banco e, em 1961, seu primeiro primo Yves Oltramare alcançou o mesmo status. Eles então criaram uma agência de análise financeira no banco e orientaram a Lombard, Odier & Cie em direção a um novo empreendimento na gestão de fundos de investimento, voltado para uma base de clientes de investidores institucionais que apenas começavam a surgir (organizações de previdência e companhias de seguros, entre outros) Ao fazer isso, Lombard, Odier & Cie começaram a introduzir regularmente fundos nos quais investidores institucionais podiam investir dinheiro para administrar. Com a chegada de Jean-François Chaponnière, Alain Patry e Fernand Oltramare como parceiros em 1964, depois de Laurent Dominici e Pierre Keller em 1970, o banco continuou desenvolvendo sua base de clientes institucionais internacionais e abriu divisões na América, Europa, Oriente Médio e Ásia. Em 1983, a Lombard, Odier & Cie introduziu um fundo chamado "SCI/TECH" destinado a clientes institucionais, em colaboração com Merrill Lynch Asset Management e Nomura Capital Management. O fundo captou 835 milhões de dólares depois de seu lançamento, tornando-o o maior arrecadador de fundos na história do financiamento de investimentos da época. No final dos anos 90, a Lombard, Odier & Cie tinha cerca de 800 funcionários, 600 dos quais em Genebra e 200 em escritórios no exterior. A empresa fundiu-se com a Darier, Hentsch & Cie em 2002.

### Darier, Hentsch e Cie

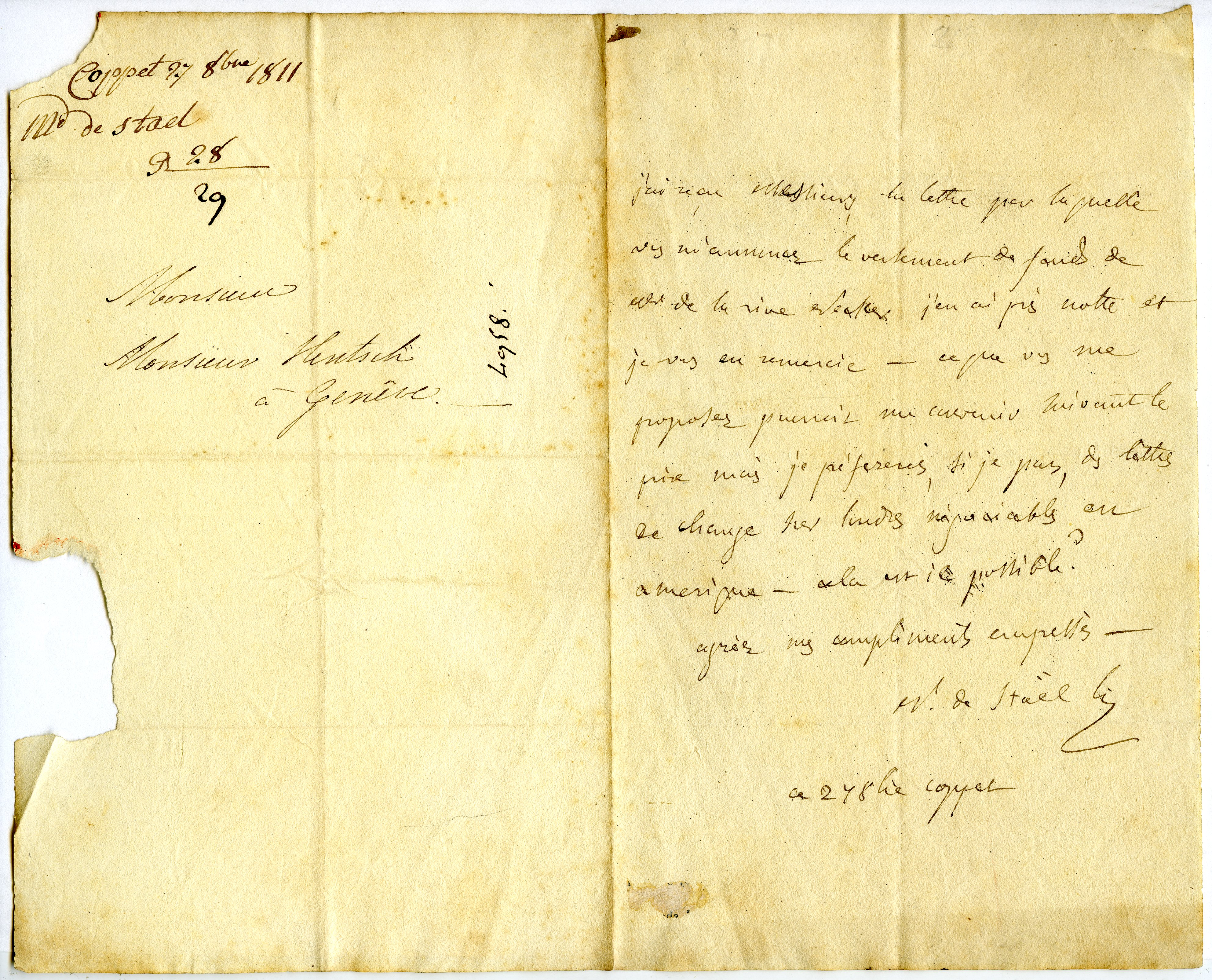
Carta de Madame de Staël a Henri Hentsch, perguntando sobre notas promissórias negociáveis nos Estados Unidos (1811)

Henri Hentsch voltou a financiar o Império Francês a partir do ano 1800. O banco Henri Hentsch & Cie organizou notavelmente a transferência de fundos para a Itália, onde o Império estava se expandindo. Graças a suas operações, Henri Hentsch havia desenvolvido boas relações com a classe alta francesa. Em 1812, ele fundou o banco Henri Hentsch, Blanc & Cie em Paris depois se estabeleceu na capital francesa no ano seguinte, delegando a administração do banco de Genebra a seus três filhos. Em 1826, ele fundou um segundo banco parisiense, Hentsch, Lecointe, Desarts & Cie. Após sua morte, em 14 de agosto de 1835, seus filhos já eram parceiros há algum tempo no banco Hentsch & Cie. em Genebra, mas não assumiram o controle das empresas que o pai fundara em Paris. Em 1854, um dos netos de Henri Hentsch, Jean-Alexis Henri Hentsch (36 anos) partiu para o oeste dos Estados Unidos, depois de doze anos como chefe do banco da família em Genebra. A administração do banco foi confiada a seu irmão. Jean-Alexis Henri Hentsch finalmente se estabeleceu em San Francisco, na época da corrida do ouro. Ele abriu um banco, chamado Hentsch & Cie. O negócio foi um sucesso. Ele foi nomeado cônsul honorário da Suíça em São Francisco em 1859 e depois retornou a Genebra em 1873, onde fundou o Swiss American Bank, que se tornaria a empresa controladora do banco Hentsch & Cie em San Francisco (não relacionado ao que é agora o grupo Lombard Odier).

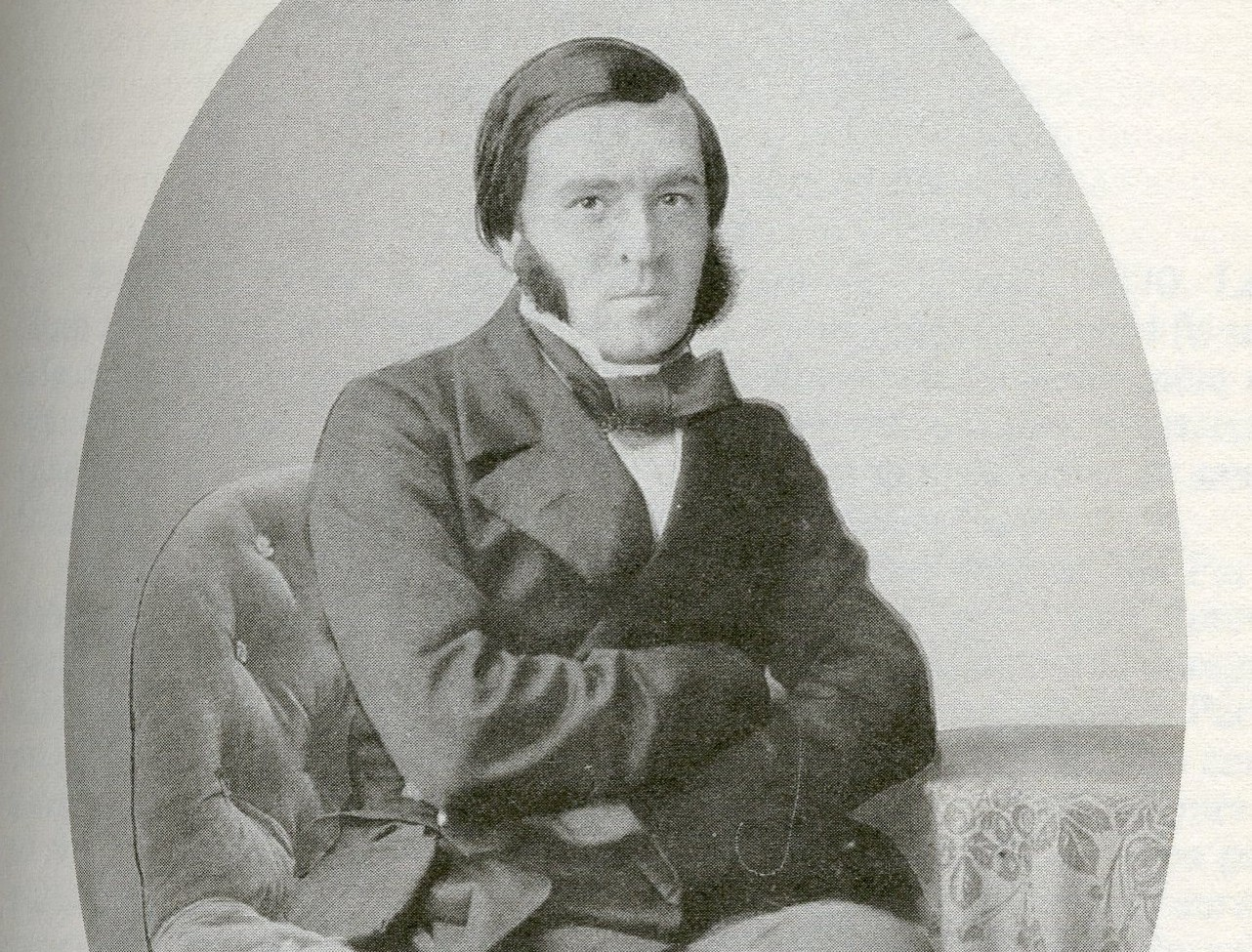
Édouard Hentsch (1829-1892)

Em 1854, Édouard Hentsch (neto de Henri Hentsch) retomou a administração do banco Mathieu, Hentsch & Cie em Paris. Ele desfrutou de uma carreira de alto escalão em finanças, tornando-se presidente do banco Comptoir national d'escompte de Paris e depois no Banque de l'Indochine, antes de fundar o banco ferroviário suíço (Banque des Chemins de fer suisses) Ele morreu em 1892, falido pelo colapso do comércio de cobre em 1889, o que fez com que o banco Comptoir nacional d'escompte de Paris lutasse com pagamentos cada vez mais altos de sua fortuna pessoal. Longe dessa turbulência, o banco Hentsch & Cie continuou suas operações em Genebra e passou a família por várias gerações. Nos anos 50, sob a administração de Léonard Hentsch, o banco Hentsch & Cie tornou-se pioneiro na distribuição de fundos de investimento na Suíça.
Em 1837, Jean-François Chaponnière fundou o banco Chaponnière & Cie em Genebra, que se tornou o banco Darier, Chaponnière & Cie em 1876, durante o período em que Jules Darier-Rey se tornou sócio. Isso então se tornou Darier & Cie em 1880. O banco se especializou em negócios comerciais e no setor de transportes. Antes de se tornar sócio do banco, em 1872, Jules Darier-Rey co-fundou a primeira companhia de seguros de vida em Genebra, La Genevoise, com James Odier. Assim como no banco Hentsch & Cie, Darier & Cie foi transmitido pela família por várias gerações. Um dos primeiros projetos de fusão entre Hentsch & Cie e Darier & Cie foi planejado em 1971 pelo banco Hentsch, mas não teve sucesso. A fusão finalmente aconteceu em 1 de janeiro de 1991, produzindo o banco Darier, Hentsch & Cie. O jornal Le Temps afirmou que "aqueles que conheciam bem o projeto falavam tanto sobre isso quanto uma absorção de Hentsch por Darier, como eles fizeram uma fusão entre iguais".

### Colaborações históricas (1840–1933)
Ao longo de sua existência independente, os bancos Lombard, Odier & Cie, Hentsch & Cie e Darier & Cie foram levados a colaborar várias vezes. Em 1840, numa época em que a Revolução Industrial precisava de financiamento em larga escala, mas não podia ser segurada por uma única empresa financeira, os bancos Lombard, Odier & Cie, Hentsch & Cie, Candolle Turrettini & Cie e Louis Pictet & Cie formaram uma parceria para formar o 'Quatuor', que investiu particularmente em ferrovias europeias, nas minas da região do Vale do Loire, na França, e até em empréstimos no Piemonte. Em 1872, Quatuor fundiu-se com a Omnium, outra associação de private banking fundada em 1849 em Genebra, reagrupando Paccard, Ador & Cie, PF Bonna & Cie, bem como Ph. Roget & Fils. Juntas, essas empresas formaram uma parceria com o novo Banque de Paris et des Pays-Bas para criar a Associação Financeira de Genebra, com o objetivo de coletar capital suficiente para realizar operações financeiras na Suíça e no exterior. Depois disso, a União Financeira de Genebra foi criada em 1890, resultante da fusão da Associação Financeira de Genebra e do banco ferroviário La Banque Nouvelle des Chemins de Fer. A união financeira, começando com CHF 12 milhões em capital, consolidou doze bancos privados, incluindo Hentsch & Cie, Lombard, Odier & Cie e Darier & Cie. Também desempenhou um papel importante no mundo das finanças de Genebra de 1890 a 1933, no financiamento de grandes projetos de infraestrutura na Europa e nos EUA. Segundo Bauer e Mottet (1986), essa colaboração entre bancos privados de Genebra estaria no centro de sua sustentabilidade.

### Lombard Odier Group
Em 2002, a Lombard, Odier & Cie se fundiu com a Darier, Hentsch & Cie, produzindo a parceria Lombard, Odier, Darier, Hentsch & Cie. A fusão resultou em um dos bancos privados mais importantes da Suíça, totalizando 20 agências no exterior, 2.000 funcionários e 95 bilhões de euros em ativos gerenciados. A fusão foi acompanhada de um plano de redução de custos e força de trabalho, em um momento difícil, ainda mais severo com a queda do mercado de ações após a erupção da bolha pontocom.
Em 2006, Lombard, Odier, Darier, Hentsch & Cie ingressaram na Henokiens, uma associação que reúne empresas familiares com mais de 200 anos de história. Os descendentes das quatro famílias históricas, Thierry Lombard, Patrick Odier, Pierre Darier e Christophe Hentsch foram incluídos nos sócios do banco até a partida de Pierre Darier em 2010. Algum tempo depois, a empresa simplificou seu nome corporativo e tornou-se a Empresa Lombard, Odier e Cie.
Em dezembro de 2013, a Lombard Odier se inscreveu no programa voluntário de negociações abertas conduzido pelo Departamento de Justiça dos Estados Unidos, para regularizar casos de não conformidade tributária por contribuintes americanos em sua base de clientes. Em 31 de dezembro de 2015, o banco Lombard Odier anunciou que havia chegado a um acordo com o DOJ, que consistia em um pagamento de US$ 99,8 milhões para resolver as disputas relacionadas ao descumprimento de impostos.
O escritório mudou sua estrutura legal em 1 de janeiro de 2014, tornando-se uma empresa privada limitada por ações, abandonando seu status de parceria, que responsabilizava os parceiros por seus próprios ativos indefinidamente. Essa mudança de status também significou que o banco passou a ser obrigado a publicar suas contas semestrais e anuais. Os bancos Pictet, Mirabaud e Gonet adotaram simultaneamente ou logo após o mesmo status, respondendo às necessidades de transparência, demandas regulatórias e limitação de riscos, após o fechamento do banco privado Wegelin & Co como parte de uma disputa com Departamento de Justiça dos Estados Unidos. Depois de perder seu status de parceria, o Lombard Odier Group considerou-se obrigado a deixar a Associação de Bancos Privados Suíços, que determinou que seus membros detivessem esse status.
Thierry Lombard se aposentou no final de 2014 e seu filho Alexis Lombard deixou a empresa em abril de 2016, ingressando no conselho de administração da Landolt & Cie em Lausanne.
Em dezembro de 2016, o Ministério Público Suíço lançou uma investigação criminal sobre as atividades do banco privado Lombard, Odier & Cie por suspeita de lavagem de dinheiro dentro do círculo social de Gulnara Karimova, filha do ex-presidente uzbeque. Foi alegado que o banco não adotou "todas as medidas organizacionais razoáveis e necessárias", como exige o código penal suíço. O banco declarou que havia comunicado essas atividades de lavagem de dinheiro às autoridades.
Em 31 de dezembro de 2016, Anne-Marie de Weck se aposentou, gerente associada do banco desde 2002, se aposentou no final de 2016 (mas continuou no conselho de administração). Annika Falkengren, ex-diretora executiva da Skandinaviska Enskilda Banken (SEB), a sucedeu alguns meses depois e ingressou como parceira da empresa em julho de 2017. Paralelamente, o Lombard Odier Group anunciou a chegada de Denis Pittet como gerente associado. Em 1 de janeiro de 2019, o Grupo tinha seis gerentes associados: Patrick Odier, Christophe Hentsch, Hubert Keller, Frédéric Rochat, Denis Pittet, Annika Falkengren e Alexandre Zeller.

## Operações

### Gestão de patrimônio
A atividade histórica do Lombard Odier Group reside na gestão de patrimônio de uma base de clientes privados (uma operação de banco privado). Esta operação abrange principalmente o fornecimento de consultoria de gerenciamento de ativos, consultoria de investimento financeiro, consultoria tributária e planejamento patrimonial. As operações de gerenciamento de patrimônio são supervisionadas principalmente em Genebra, no banco Lombard, Odier & Cie SA, como uma das empresas detidas pela holding do Grupo Lombard Odier. De acordo com os números do exercício financeiro de 2016, as operações de private banking representaram 112 bilhões de francos suíços em ativos em circulação de sua clientela suíça e internacional, com cerca de 50% do total de valores administrados pelo Lombard Odier Group.

### Gestão de ativos
O Lombard Odier também está presente no campo de gerenciamento de ativos; possui várias filiais, sendo a principal a empresa de gestão Lombard Odier Asset Management (Europe) Limited, com sede em Londres. Esta empresa faz uso da marca Lombard Odier Investment Managers (Lombard Odier IM), pela qual o Grupo é conhecido na esfera internacional de gerenciamento de ativos. Esta operação envolve principalmente a administração de fundos de investimento colocados em ações e títulos, que são adicionados ao investimento de fundos de hedge. Esses fundos também são acessíveis para clientes do banco privado Lombard, Odier & Cie SA, bem como para uma base de clientes internacionais de investidores institucionais e consultores financeiros fora do Grupo Lombard Odier. A empresa também atua no campo do investimento socialmente responsável, principalmente na apresentação de uma série de capitais de "investimento de impacto".
Desde 2015, a empresa de gestão Lombard Odier IM atua na área de ETF (fundos negociados em bolsa), após sua parceria com a ETF Securities. Os primeiros ETFs da Lombard Odier foram lançados em abril de 2015, para replicar os resultados de índices no mercado de títulos (títulos do governo, títulos empresariais e títulos de países em desenvolvimento). Em 2018, a Lombard Odier IM foi uma das primeiras empresas de gestão a passar por um processo de liquidação gerenciado por uma blockchain privada para a compra de valores mobiliários no mercado de títulos. Em 2016, o banco administrou CHF 48 bilhões em suas agências de gestão de ativos, representando cerca de 20% do total de saldos pendentes administrados pelo Lombard.

### Serviços bancários de TI
Desde 2014, o Lombard Odier Group oferece serviços de TI de back office e intermediário para outras empresas bancárias, por meio de uma ferramenta chamada "G2". Esta ferramenta permitiu aos usuários gerenciar sua base de clientes e comprar e vender títulos no mercado. Inicialmente oferecido a seis instituições externas, o "G2" recorreu a outra dúzia de bancos como clientes. As operações bancárias de TI foram testadas em 2016 em uma empresa separada, de propriedade da holding do Grupo Lombard Odier. O banco Lombard, Odier & Cie SA é ele próprio um cliente da organização, da mesma forma que as firmas externas que pode equipar. Em 2016, esta filial do Lombard Odier Group geriu CHF 63 bilhões de clientes terceiros, representando cerca de 30% do total de saldos pendentes gerenciados pelo Lombard Odier Group.

## Filiais e presença internacional

### Suíça
A sede da Hentsch & Cie foi localizada em Genebra desde a sua fundação em 1796. A localização da sede, no entanto, mudou ao longo dos séculos. Em 1858, o Hentsch & Cie mudou-se para a rue de la Corraterie, na Maison Gallatin (construída em 1708). Esta permanece como a sede mais antiga do Grupo Lombard Odier em Genebra. Lombard, Odier & Cie haviam se mudado para a casa vizinha no ano anterior. Entre 1921 e 1924, os edifícios pertencentes às margens Hentsch & Cie e Lombard, Odier & Cie, situados na rue de la Corraterie, foram reconstruídos para permitir pisos adicionais. Em 1957, a Lombard, Odier & Cie adquiriu o prédio vizinho na 9 rue de la Corraterie. Antes que este espaço fosse habitado pela equipe do banco, ele foi totalmente reconstruído de acordo com os planos feitos pelo arquiteto Antoine de Saussure. Em 1990, todos os serviços administrativos da Lombard, Odier & Cie foram reunidos em uma propriedade localizada em Lancy. Ao longo dos anos, Lombard, Odier & Cie expandiram-se lentamente pela rua, comprando casas adjacentes de seus concorrentes.
Para 2021–22, Lombard Odier planeja construir uma nova sede em Bellevue, no cantão de Genebra: o prédio foi projetado pelo escritório de arquitetura Herzog & de Meuron. O edifício terá capacidade para acolher 2.600 funcionários, de modo a reunir todos os funcionários do banco, que até agora estavam espalhados por seis locais diferentes em Genebra. Uma parte do edifício original, a Maison Gallatin será mantida, reformada e dedicada à organização de eventos.
O Grupo Lombard Odier também possui várias filiais e escritórios de representação em toda a Suíça. O banco está presente em Lausanne desde 1882, em Vevey e Zurique desde 1989 e em Fribourg desde 2008.

### Europa
O Lombard Odier Group possui várias subsidiárias europeias que foram combinadas em uma agência que foi aberta no Luxemburgo em 2011. O grupo de subsidiárias da Lombard Odier na Europa foi, portanto, considerado no plano jurídico e financeiro como sucursais do seu banco luxemburguês.
O Lombard Odier Group possui uma filial em Londres desde 1973, hoje liderando as operações de gerenciamento de ativos para o Grupo. A filial de Londres foi historicamente dedicada às operações de gerenciamento institucional da Lombard, Odier & Cie e, portanto, possuía o nome corporativo Lombard, Odier International Portfolio Management Ltd (LOIPM). Esta empresa administrou em particular as carteiras de investidores institucionais nos EUA e no Oriente Médio. Ainda sob jurisdição britânica, o grupo também esteve presente em Gibraltar a partir de 1987. Nessa data, Lombard, Odier & Cie adquiriram o Gibraltar Private Bank.
Na França, o Lombard Odier está estabelecido em Paris desde 2001, com a abertura do edifício Lombard Odier Gestion, que se tornou o LODH Gestion no ano seguinte, quando Lombard, Odier & Cie se fundiram com Darier, Hentsch & Cie. O objetivo da filial era expandir-se para uma base de clientes institucionais franceses e promover a distribuição de fundos de investimento da marca Lombard Odier. Em 2004, a filial francesa obteve um mandato de gestão para o Fundo de Reserva de Pensões (FRR) e, em seguida, fez parceria com a ADI para lançar a empresa GéA na França, especializada em fundos de hedge. A parceria terminou em outubro de 2008 e a Lombard Odier lançou seu próprio escritório especializado em fundos de hedge, complementando seus escritórios especializados para investimentos em títulos, alocação de ativos e investimentos socialmente responsáveis.
O Lombard Odier Group está presente em Bruxelas desde 2004, em Madri e Frankfurt desde 2007, em Moscou desde 2008 e em Milão desde 2016. O Lombard Odier Group também possuía uma filial na Holanda, que foi entregue para o Grupo KBL em 2018.

### Américas
O Lombard Odier Group está presente na América do Norte desde 1951, quando a Lombard, Odier & Cie abriu seu primeiro internacional no exterior, em Montreal, Canadá. Esta filial, criada inicialmente com o nome Secfin Company Ltd, agora leva o nome Lombard Odier Securities (Canadá) Inc. O Grupo está presente nos EUA desde 1972, quando a Lombard, Odier & Cie lançou uma subsidiária chamada Lombard, A Odier Inc., que agora se tornou a Lombard Odier Asset Management (EUA) Corp. Após o lançamento, o único objetivo da Lombard, a Odier Inc. era retransmitir informações do lado americano para Genebra, mas rapidamente se expandiu para garantir assentos no Boston (1969) e New York Stock Exchange (1979).
O Grupo Lombard Odier também está presente nas Bermudas desde 1972 e Nassau desde 1979.
Quanto à América Latina, o Grupo está presente na Cidade do Panamá desde 2013 e Montevidéu desde 2017.

### Ásia, Oriente Médio e África
Na Ásia, o Lombard Odier atua em Hong Kong desde 1987, Tóquio desde 1992 e Cingapura desde 2017. O Grupo também mantém um acordo de cooperação com o Industrial Bank na China desde 2014.
Por fim, o Grupo possui escritórios em Dubai (Emirados Árabes Unidos) desde 2006, além de Tel Aviv (Israel) e Joanesburgo (África do Sul) desde 2017.

## Filantropia
A tradição das famílias bancárias envolvidas em causas filantrópicas ou humanitárias é originária do século XIX. Alexandre Lombard, em sua época, participou de um comitê de apoio com o objetivo de arrecadar dinheiro para ajudar os feridos na Segunda Guerra da Independência Italiana. Isso ocorreu em resposta ao apelo de Henry Dunant, uma iniciativa que levaria à fundação da Cruz Vermelha em 1863. Seu filho, Alexis Lombard, era membro do comitê de administração do Hospital Geral de Genebra por 38 anos. anos, assumindo a presidência da instituição onze vezes entre 1876 e 1900. Em 1910 e 1918, os bancos Lombard, Odier & Cie e Hentsch & Cie estavam entre as primeiras empresas suíças a garantir um plano de aposentadoria para seus funcionários por meio de pensão. fundos, que seriam absorvidos pela provisão de aposentadoria suíça em 1947, que acabara de ser estabelecida.
O Lombard Odier Group possui duas fundações filantrópicas: a Lombard Odier Foundation, uma fundação comercial financiada por doações do Lombard Odier Group e a Philanthropia Foundation, voltada para doações de clientes de bancos privados.
A Fundação Lombard Odier distribui entre 1 e 1,5 milhão de francos suíços por ano, principalmente para projetos em áreas de educação e obras humanitárias. A fundação é presidida por Patrick Odier desde 2016.

A Fundação Philanthropia, criada em 2008, convida os clientes do banco a fazer doações para trabalhos filantrópicos em cinco áreas principais: humanitária e social, educação e treinamento, pesquisa médica e científica, meio ambiente e desenvolvimento sustentável e arte e cultura. Para marcar seu décimo aniversário em 2018, a fundação anunciou que havia recebido uma soma total de doações no total de 116 milhões de francos suíços e doava anualmente uma média de 10% de seus ativos para cerca de 100 organizações (num total de 59 milhões de francos suíços, dos quais 15 milhões foram para organizações de pesquisa e prevenção do câncer). A fundação Philanthropia é presidida por Denis Pittet desde 2016.